# Chilomys instans
Chilomys instans és una espècie de mamífer rosegador de la família dels cricètids. Viu a altituds d'entre 1.100 i 3.700 msnm als Andes del centre de l'Equador, el nord i centre de Colòmbia i l'oest de Veneçuela. Es tracta d'un animal nocturn i omnívor. El seu hàbitat natural són les selves nebuloses. És una espècie en risc mínim, és a dir, no sembla que hi hagi cap amenaça significativa per a la seva supervivència.